# آگوراین

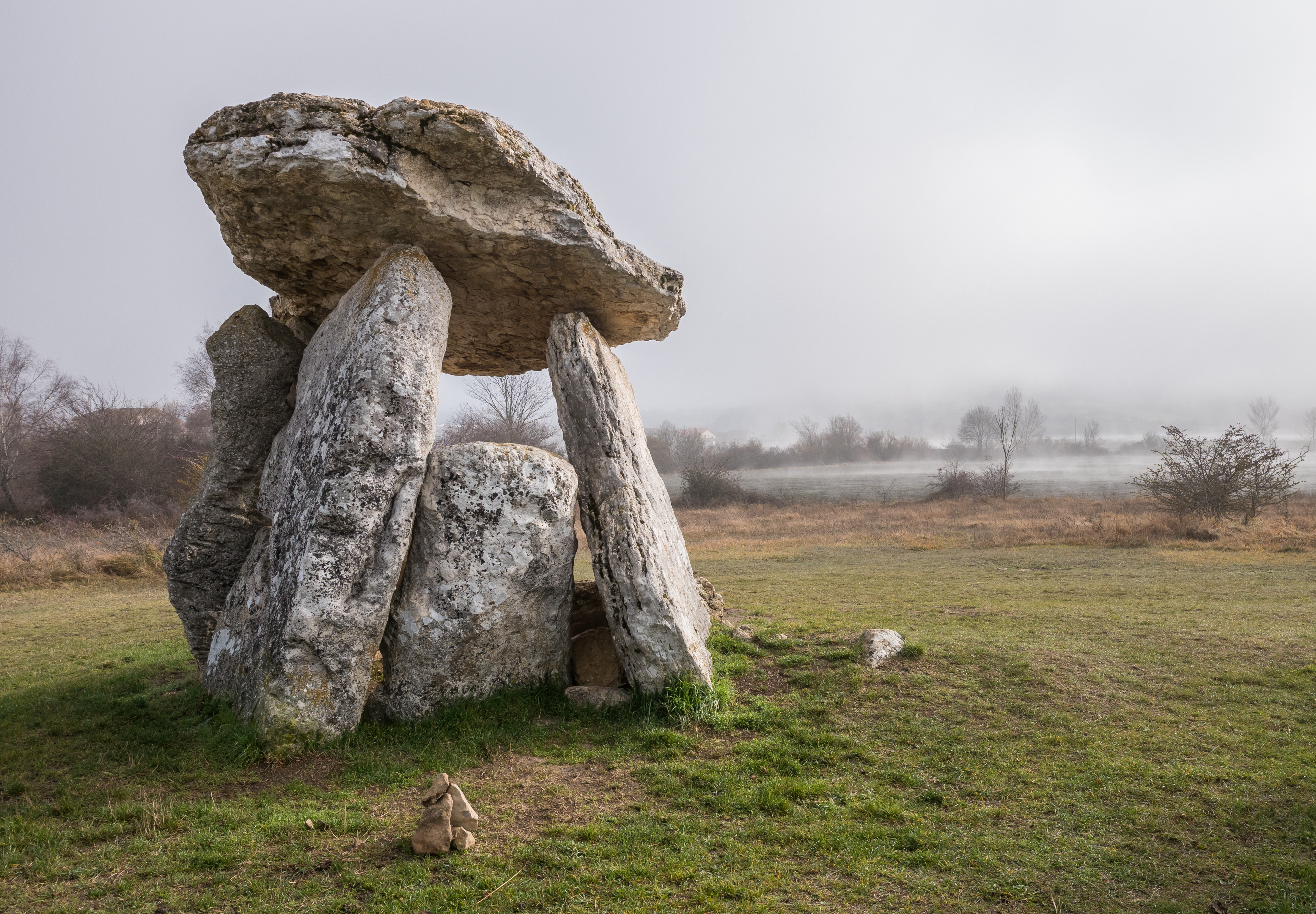
نگاره‌ای از یک میزسنگ که در فرهنگ اساطیری سرزمین باسک به «خانهٔ جادوگر» معنا می‌شود. این میزسنگ در دهستان آگوراین واقع در استان آلابا، اسپانیا واقع شده‌است.

سالباتیرا/آگوراین دهستانی در استان آلابای اسپانیا است.
در این دهستان ۴٬۲۱۷ نفر زندگی می‌کنند. مساحت این دهستان ۳۸ کیلومتر مربع است.